# Aurelio (quartier de Rome)
Pour les articles homonymes, voir Aurelio.

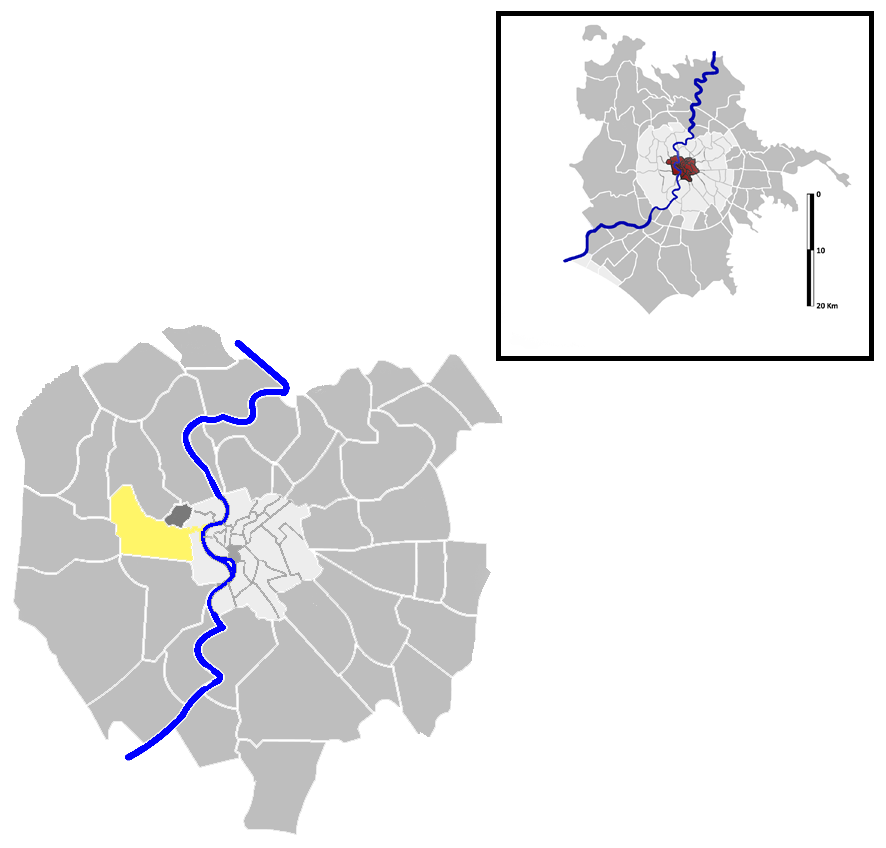
Localisation d'Aurelio sur la carte administrative de Rome.

Aurelio [au'rɛ:ljo] est un quartiere (quartier) situé à l'ouest de Rome en Italie prenant son nom de la via Aurelia qui le traverse. Il est désigné dans la nomenclature administrative par Q.XIII et fait partie du Municipio XVIII et XIX. Sa population est de 46 602 habitants répartis sur une superficie de 4,715 1 km2.

## Géographie
Le quartier Aurelio jouxte le sud de la Cité du Vatican.

## Historique
Aurelio fait partie des quinze premiers quartiers créés à Rome en 1911 et officiellement reconnu en 1921.

## Lieux particuliers
- Via Aurelia
- Villa Abamelek, ambassade de Russie
- Villa Carpegna
- Église San Giuseppe Cottolengo
- Église San Gregorio VII
- Église Santa Maria delle Grazie alle Fornaci
- Église San Pio V
- Église Sant'Ambrogio